# Bösdorf
Bösdorf est une commune allemande du Schleswig-Holstein, située dans l'arrondissement de Plön, à l'est du Großer Plöner See. En 2014 la commune a quitté l'Amt Großer Plöner See pour créer une Verwaltungsgemeinschaft (communauté des communes) regroupant les trois communes d'Ascheberg (Holstein), Bösdorf et Plön dont le siège est à Plön.

## Personnalités liées à la ville
- Jean-Adolphe Ier de Schleswig-Holstein-Plön (1634-1704), duc mort à Ruhleben.